# Прилог Виј (Сату Маре)
Прилог Виј (рум. Prilog Vii) насеље је у Румунији у округу Сату Маре у општини Орашу Ноу. Oпштина се налази на надморској висини од 208 m.

## Становништво
Према подацима из 2002. године у насељу је живело 353 становника.

### Попис2002.
| Расподела становништва по националности 2002.‍ | Расподела становништва по националности 2002.‍ | Расподела становништва по националности 2002.‍ | Расподела становништва по националности 2002.‍ | Расподела становништва по националности 2002.‍ |
| --------------------------------------------- | --------------------------------------------- | --------------------------------------------- | --------------------------------------------- | --------------------------------------------- |
|                                               |                                               |                                               |                                               |                                               |
| Румуни                                        | Румуни                                        |                                               | 238                                           | 67,6%                                         |
| Мађари                                        | Мађари                                        |                                               | 106                                           | 30,1%                                         |
| Роми                                          | Роми                                          |                                               | 8                                             | 2,3%                                          |